# Dieter Runkel
Dieter Runkel (ur. 21 grudnia 1966 w Obergösgen) – szwajcarski kolarz przełajowy i szosowy, dwukrotny medalista przełajowych mistrzostw świata.

## Kariera
Pierwszy sukces w karierze Dieter Runkel osiągnął w 1992 roku, kiedy zdobył srebrny medal w kategorii amatorów podczas przełajowych mistrzostw świata w Leeds. Uległ tam jedynie Włochowi Daniele Pontoniemu. Na rozgrywanych trzy lata później mistrzostwach świata w Eschenbach był najlepszy wśród zawodowców. Wyprzedził bezpośrednio Holendra Richarda Groenendaala oraz swego rodaka Beata Wabela. Najlepsze wyniki w Pucharze Świata w kolarstwie przełajowym osiągnął w sezonie 1995/1996, kiedy był czwarty w klasyfikacji generalnej. Startował również w wyścigach szosowych, gdzie jego największymi sukcesami były pierwsze miejsce w GP Tell i drugie w Ostschweizer Rundfahrt w 1992 roku. W 1993 roku wziął udział w Tour de France, zajmując ostatecznie 131. pozycję. Nigdy nie wystąpił na igrzyskach olimpijskich.